# Andreas (poème)
Pour les articles homonymes, voir Andreas (homonymie).
Andreas est un poème en vieil anglais qui figure dans le Livre de Verceil, un manuscrit de la fin du Xe siècle. Long de 1 722 vers, il a pour héros l'apôtre André. Avec l'aide de Dieu, André sauve Matthieu, prisonnier de la tribu cannibale des Mermédoniens, et finit par convertir ces derniers au christianisme. Ce récit, également repris sous une forme plus brève dans les Homélies de Blickling, provient des Actes d'André et Matthieu (en), un apocryphe biblique.